# Castianeira pulcherrima
Castianeira pulcherrima is een spinnensoort uit de familie van de loopspinnen (Corinnidae).
De wetenschappelijke naam van de soort werd in 1874 als Agroeca pulcherrima gepubliceerd door Octavius Pickard-Cambridge.